# Ossian Skiöld
 Ossian Esaias Sköld, född 22 juni 1889  i Appuna församling, Östergötlands län, död 22 augusti 1961 i Kalmar församling, Håbo, Uppsala län, var en svensk friidrottare, som tävlade i släggkastning och viktkastning.
Han tävlade för IFK Eskilstuna. 
Skiöld arbetade som polis i Eskilstuna. Han var ogift.

## Främsta meriter
Ossian Skiöld deltog vid OS 1928 där han vann silvermedalj i släggkastning. Vid OS 1932 kom han fyra och vid EM 1934 också fyra.
Han var svensk rekordhållare i släggkastning från 1927 till 1936.
Han blev svensk mästare i slägga sex år i rad.
Han vann även ett SM-tecken i viktkastning.

## Karriär

### Släggkastning
Åren 1925 till 1930 vann Ossian Skiöld SM i slägga, på resultaten 50,35, 50,97, 51,43, 51,85, 49,82 resp 49,44.
Den 10 september 1927 slog han Carl Johan Linds svenska rekord från 1922 (52,51) med ett kast på 53,85. Rekordet fick han behålla till 1936 då Fred Warngård slog det.
Åren 1927 och 1930 blev han engelsk mästare i slägga.
Vid OS 1928 vann Skiöld den 30 juli silvermedalj i slägga (51,29).
Under åren 1927 till 1932 vann han sex landskampssegrar i slägga. 
Vid OS 1932 kom han fyra i slägga (49,25).
Vid EM i Turin 1934 kom han också fyra.

### Viktkastning
År 1923 vann han vid Göteborgsspelen.
1928 vann han SM i viktkastning.

### Övrigt
1912, när Skiöld var stamanställd vid Göta livgarde, uttogs han som reserv i det svenska dragkampslaget inför OS i Stockholm.
Han blev 1928 retroaktivt utsedd till Stor grabb nummer 57 i friidrott.